# Plesiopelma gertschi
Plesiopelma gertschi är en spindelart som först beskrevs av Lodovico di Caporiacco 1955.  Plesiopelma gertschi ingår i släktet Plesiopelma och familjen fågelspindlar.
Artens utbredningsområde är Venezuela. Inga underarter finns listade i Catalogue of Life.